# Santo Stefano Lodigiano
Santo Stefano Lodigiano (San Steu in dialetto lodigiano) è un comune italiano di 1 856 abitanti della provincia di Lodi in Lombardia.

## Geografia
Il paese si estende lungo l'antico argine del Po, nella bassa lodigiana a 35 km a sud di Lodi. Il comune di Santo Stefano Lodigiano che ha una superficie di 10,53 chilometri quadrati confina a nord con il comune di Maleo, ad est con Corno Giovine, a sud-est con Piacenza, a sud con San Rocco al Porto e ad ovest con Fombio e San Fiorano. Appartiene al territorio comunale anche la piccola exclave di Regona, racchiusa tra i comuni di Corno Giovine, Caselle Landi e Piacenza. 

## Storia
Nel 1863 il comune di Santo Stefano assunse la nuova denominazione di «Santo Stefano del Corno», mutato nel 1916 nell'attuale Santo Stefano Lodigiano.

### Simboli
Lo stemma e il gonfalone sono stati concessi con decreto del presidente della Repubblica del 31 marzo 1983.
Stemma
(Art. 4 comma 2 dello Statuto Comunale)
Gonfalone
(Art. 4 comma 2 dello Statuto Comunale)

## Monumenti e luoghi d'interesse
- Chiesa dell'Assunzione della Beata Vergine Maria

## Società

### Evoluzione demografica
Abitanti censiti

### Etnie e minoranze straniere
Al 31 dicembre 2008 gli stranieri residenti nel comune di Santo Stefano Lodigiano in totale sono 112, pari al 5,83% della popolazione. Tra le nazionalità più rappresentate troviamo:
| Paese   | Popolazione (2008) |
| ------- | ------------------ |
| Marocco | 24                 |
| Albania | 20                 |
| Ecuador | 15                 |
| Romania | 14                 |

## Cultura
La Fondazione Franzini Tibaldeo ha aperto una sede del Museo del Giocattolo e del Bambino Archiviato il 14 luglio 2006 in Internet Archive. nel comune di Santo Stefano Lodigiano. Questo museo raccoglie un cospicuo numero di bambole e giocattoli dal 1700 agli anni 1960.

## Geografia antropica
Secondo l'ISTAT, il territorio comunale comprende il centro abitato di Santo Stefano Lodigiano, la frazione di Franca-San Rocco e le località di Chiavicone, Filolungo, Resmina II e Valmezzano.

## Amministrazione
Segue un elenco delle amministrazioni locali.
| Periodo | Periodo   | Primo cittadino        | Partito                     | Carica                  | Note |
| ------- | --------- | ---------------------- | --------------------------- | ----------------------- | ---- |
| 1945    |           | Angelo Cappi           |                             | Sindaco                 |      |
| 1946    | 1964      | Luigi Gallo Belloni    |                             | Sindaco                 |      |
| 1964    | 1970      | Giuseppe Filipazzi     |                             | Sindaco                 |      |
| 1970    | 1985      | Egidio Carenini        | Democrazia Cristiana        | Sindaco                 |      |
| 1985    | 1990      | Martino Borra          |                             | Sindaco                 |      |
| 1990    | 2004      | Enrico Curati          |                             | Sindaco                 |      |
| 2004    | 2019      | Massimiliano Lodigiani | lista civica (centrodestra) | Sindaco                 |      |
| 2019    | 2019      | Valentina Pellini      | lista civica (centrodestra) | Sindaco                 |      |
| 2019    | 2020      | Sara Morrone           |                             | Commissario prefettizio |      |
| 2020    | 2025      | Marinella Testolina    |                             | Sindaco                 |      |
| 2025    | In carica | Paola Rossi            | lista civica                | Sindaco                 |      |